# Ciudad en celo
Ciudad en celo es una película argentina dirigida por Hernán Gaffet. El director debuta en la gran pantalla con esta tragicomedia urbana en la que se plasman sentimientos como la amistad, el amor y la solidaridad. Con anterioridad, Gaffet había dirigido dos documentales (Argentina Beat y Oscar Alemán, vida con swing) y varios cortos. Es precisamente de la idea para un cortometraje de donde sale esta narración de vivencias en la tierna pero agobiante ciudad de Buenos Aires.

## Argumento
Durante una bella primavera en Buenos Aires, varios amigos que rondan los 40 se reúnen a diario en el bar Garllington. Su dueño, Duke, ha prohibido hablar de fútbol o política para que Sergio y Marcos no se enzarcen en largas discusiones, por lo que ahora solo hablan de mujeres. Hace tiempo que el viejo amigo Sebastián y Valeria, una cantante de tangos, ya no acuden a las tertulias del Garllington. Quizá ha llegado el momento de que este grupo de solteros se preocupe en serio por sus sentimientos.

## Reparto
- Betiana Blum como Marta
- Julia Calvo como Juana
- Daniel Casablanca como Rikki
- Daniel de Vita como Vagabundo
- Núria Gago como Inés
- Carlos Kaspar como Andrei
- Daniel Kuzniecka como Sergio
- Juan Minujín como Sebastian
- Adrián Navarro como Marcos
- Claudio Rissi como Duke
- Viviana Saccone como Esther
- Dolores Sola como Valeria